# Damascus (cheval)
Damascus (1964-1995), est un cheval de course pur-sang américain. Membre du Hall of Fame, il fut sacré cheval de l'année aux États-Unis en 1967.   

## Carrière de course
Entraîné par Frank Whiteley, Jr. et monté par Bill Shoemaker, Damascus, poulain nerveux (il avait besoin à l'écurie de la présence d'un poney destiné à le rassurer), ne fit parler de lui qu'à la fin de son année de 2 ans, lorsqu'il remporte les Remsen Stakes sur l'hippodrome new-yorkais d'Aqueduct. Au printemps suivant, il enchaîne deux victoires avant de tomber sur un os nommé Dr. Fager dans les Gotham Stakes. Ces deux-là se retrouveront plus tard. En attendant, la victoire de Damascus dans les Wood Memorial Stakes le place parmi les favoris pour la Triple Couronne. Mais s'il est battu dans le Kentucky Derby, il se rattrape merveilleusement dans les Preakness Stakes et les Belmont Stakes où il s'impose avec brio. Damascus enchaîne les victoires, et parfois les exploits : dans l'important Dwyer Handicap où il revient de très loin pour s'imposer devant un adversaire qui lui rendait pas moins de 16 livres ; dans les Travers Stakes, dans lesquels il fait une démonstration à couper le souffle, l'emportant d'un boulevard (22 longueurs à l'arrivée).
Et puis viennent les Woodward Stakes fin septembre à Aqueduct. On a parlé de "course du siècle". Il est vrai qu'à voir les états de service des trois chevaux les plus en vue -– Dr. Fager, Buckpasser et Damascus – on peut ouvrir la boite à superlatifs : ce sont trois futurs Hall of Famers (c'est l'une des deux courses où cette situation s'est produite avec la Jockey Club Gold Cup 1977 où s'affronteront Seattle Slew, Affirmed et Exceller), trois chevaux qui, sur la liste des 100 meilleurs chevaux de l'histoire des courses américaines au XXe siècle établie par le magazine The Blood-Horse seront classés respectivement 6e, 14e et 16e. Cela donne une idée de la qualité du plateau. Dr. Fager n'a été battu qu'une fois, à 2 ans (si l'on excepte la disqualification pour gêne qui lui a coûté une victoire) ; Buckpasser fait ses adieux à la piste après une carrière riche de 25 victoires en 30 sorties, les titres de meilleur 2 ans, meilleur 3 ans et cheval de l'année. Et le premier battra l'année suivante le record du monde du mile établi un an plus tôt par le second. Mais c'est Damascus qui gagne. Et sa victoire ne prête pas à discussion : il met 10 longueurs à tout ce beau monde, Buckpasser est deuxième, Dr. Fager troisième. À la fin de son année de 3 ans (conclue par une petite fausse note, une courte défaite dans le Washington DC, International), Damascus a amassé plus de 800 000 dollars de gains, un record pour un 3 ans qui tiendra jusqu'à Secretariat. Il est naturellement élu 3 ans de l'année et logiquement cheval de l'année 1967, s'intercalan au palmarèst entre Buckpasser (1966) et Dr. Fager (1968). 
De retour à 4 ans, il reprend vite sa marche en avant mais subit davantage de défaites que l'année précédente, et Bill Shoemaker laisse la place sur son dos à d'autres jockey prestigieux comme Manuel Yacaza, Ron Turcotte ou Braulio Baeza. Damascus retrouve deux fois Dr. Fager, d'abord dans le Suburban Handicap où il s'incline, ensuite dans le Brooklyn Handicap, où il a le dernier mot. Damascus restera, avec Buckpasser et Successor l'un des seuls chevaux à avoir devancé Dr. Fager, mais le seul à l'avoir fait deux fois. Jamais plus loin que troisième durant toute sa carrière, Il ne peut conserver son titre dans les Woodward Stakes avant de se blesser à un tendon dans la Jockey Club Gold Cup, qui signe la fin de sa carrière et son départ au haras. 

### Résumé de carrière
| Date         | Hippodrome      | Pays        | Course                       | Distance    | Jockey       | Place       | Écart       | Vainqueur ou deuxième |
| 1966, 2 ans  | 1966, 2 ans     | 1966, 2 ans | 1966, 2 ans                  | 1966, 2 ans | 1966, 2 ans  | 1966, 2 ans | 1966, 2 ans | 1966, 2 ans           |
| ------------ | --------------- | ----------- | ---------------------------- | ----------- | ------------ | ----------- | ----------- | --------------------- |
| 28 septembre | Aqueduct        | États-Unis  | Maiden                       | 1 400 m     | B. Shoemaker | 2e / 14     | 2 ½         | Comprador             |
| 12 octobre   | Aqueduct        | États-Unis  | Maiden                       | 1 400 m     | B. Shoemaker | 1er / 14    | 8           | Winslow Homer         |
| 29 octobre   | Laurel Park     | États-Unis  | Allowance                    | 1 400 m     | B. Shoemaker | 1er / 7     | 12          | Joxer                 |
| 30 novembre  | Aqueduct        | États-Unis  | Remsen Stakes                | 1 600 m     | B. Shoemaker | 1er / 14    | 1 ½         | Native Guile          |
| 1967, 3 ans  |                 |             |                              |             |              |             |             |                       |
| 11 mars      | Pimlico         | États-Unis  | Allowance                    | 1 200 m     | B. Shoemaker | 1er / 8     | nez         | Solar Bomb            |
| 25 mars      | Aqueduct        | États-Unis  | Bayshore Stakes              | 1 400 m     | B. Shoemaker | 1er / 7     | 2 ½         | Disciplinarian        |
| 15 avril     | Aqueduct        |             | Gotham Stakes                | 1 600 m     | B. Shoemaker | 2e / 9      | 1/2         | Dr. Fager             |
| 22 avril     | Aqueduct        | États-Unis  | Wood Memorial Stakes         | 1 800 m     | B. Shoemaker | 1er / 9     | 6           | Gala Performance      |
| 6 mai        | Churchill Downs | États-Unis  | Kentucky Derby               | 2 000 m     | B. Shoemaker | 3e / 14     | 4           | Proud Clarion         |
| 20 mai       | Pimlico         | États-Unis  | Preakness Stakes             | 1 900 m     | B. Shoemaker | 1er / 10    | 2 ¼         | In Reality            |
| 3 juin       | Belmont Park    | États-Unis  | Belmont Stakes               | 2 400 m     | B. Shoemaker | 1er / 9     | 2 ½         | Cool Reception        |
| 17 juin      | Delaware Park   | États-Unis  | Leonard Richards Stakes      | 1 800 m     | R. Turcotte  | 1er / 6     | 3 ¼         | Misty Cloud           |
| 8 juillet    | Delaware Park   | États-Unis  | William Dupont, Jr. Handicap | 1 700 m     | B. Shoemaker | 2e / 5      | cte tête    | Exceedingly           |
| 15 juillet   | Aqueduct        | États-Unis  | Dwyer Handicap               | 2 000 m     | B. Shoemaker | 1er / 9     | 3/4         | Favorable Turn        |
| 5 août       | Arlington Park  | États-Unis  | American Derby               | 1 800 m     | B. Shoemaker | 1er / 7     | 7           | In Reality            |
| 19 août      | Saratoga        | États-Unis  | Travers Stakes               | 2 000 m     | B. Shoemaker | 1er / 4     | 22          | Reason to Hail        |
| 4 septembre  | Aqueduct        | États-Unis  | Aqueduct Stakes              | 1 800 m     | B. Shoemaker | 1er / 5     | 2           | Ring Twice            |
| 30 septembre | Aqueduct        | États-Unis  | Woodward Stakes              | 2 000 m     | B. Shoemaker | 1er / 6     | 10          | Buckpasser            |
| 28 octobre   | Aqueduct        | États-Unis  | Jockey Club Gold Cup         | 3 200 m     | B. Shoemaker | 1er / 4     | 4 ½         | Handsome Boy          |
| 11 novembre  | Laurel Park     | États-Unis  | Washington, DC International | 2 400 m     | B. Shoemaker | 2e / 9      | cte tête    | Fort Marcy            |
| 1968, 4 ans  |                 |             |                              |             |              |             |             |                       |
| 6 janvier    | Santa Anita     | États-Unis  | Malibu Stakes                | 1 400 m     | B. Shoemaker | 1er / 8     | 2 ½         | Rising Market         |
| 20 janvier   | Santa Anita     | États-Unis  | San Fernando Stakes          | 1 800 m     | B. Shoemaker | 1er / 6     | 2           | Most Host             |
| 10 février   | Santa Anita     | États-Unis  | Charles H. Straub St.        | 2 000 m     | R. Turcotte  | 2e / 6      | nez         | Most Host             |
| 17 juin      | Delaware Park   | États-Unis  | Allowance                    | 1 650 m     | M. Ycaza     | 1er / 5     | 3 ¾         | Light The Fuse        |
| 4 juillet    | Aqueduct        | États-Unis  | Suburban Handicap            | 2 000 m     | M. Ycaza     | 3e / 5      | 5           | Dr. Fager             |
| 13 juillet   | Aqueduct        | États-Unis  | Amory L. Haskell Handicap    | 2 000 m     | M. Ycaza     | 3e / 8      | 1 ½         | Bold Hour             |
| 20 juillet   | Aqueduct        | États-Unis  | Brooklyn Handicap            | 2 000 m     | M. Ycaza     | 1er / 7     | 2 ½         | Dr. Fager             |
| 10 août      | Delaware Park   | États-Unis  | William Dupont, Jr. Handicap | 1 700 m     | B. Baeza     | 1er / 5     | 2           | Big Rock Candy        |
| 2 septembre  | Aqueduct        | États-Unis  | Aqueduct Stakes              | 1 800 m     | B. Baeza     | 1er / 6     | 1 ½         | More Scents           |
| 14 septembre | Detroit         | États-Unis  | Michigan Handicap            | 1 700 m     | B. Baeza     | 2e / 12     | 2 ¾         | Nodouble              |
| 28 septembre | Belmont Park    | États-Unis  | Woodward Stakes              | 2 000 m     | B. Baeza     | 2e / 4      | cte tête    | Mr. Right             |
| 26 octobre   | Belmont Park    | États-Unis  | Jockey Club Gold Cup         | 3 200 m     | L. Adams     | 6e / 6      | 37          | Quicken Tree          |

## Au haras
Damascus se retira au grand haras de Claiborne Farm à Paris, Kentucky. Il y fut un honorable étalon jusqu'à sa retraite en 1989 donnant 71 "stakes winners" (vainqueurs de courses principales) parmi lesquels Ogygian (Dwyer Stakes, Jerome Handicap, Futurity Stakes), Desert Wine (Hollywood Gold Cup, Charles H Strab Stakes, Californian Stakes) ou Private Account (Widener Handicap, Gulfstream Park Handicap), lui-même excellent étalon (père des championnes Personal Ensign, Inside Information ou East of The Moon).  

## Origines
Damascus est le meilleur fils de Sword Dancer, cheval de l'année 1959 et membre du Hall of Fame, vainqueur des Belmont Stakes, des Travers Stakes, des Woodward Stakes, de la Jockey Club Gold Cup et deuxième du Kentucky Derby et des Preakness Stakes. Sword Dancer a produit également Lady Pitt, championne des 3 ans en 1966, et a terminé sa carrière en France où il est mort en 1984. La mère de Damascus, Kerala (par My Babu, excellent père de mère), est issue de Blade of Time (née en 1938), grande poulinière qui donna trois chevaux de haut niveau, Bymeabond (vainqueur du Santa Anita Derby), Blue Border (Grand Union Hotel Stakes, Hopeful Stakes) et Guillotine (Futurity Stakes, Carter Handicap).

### Pedigree
| Origines de Damascus (USA), mâle bai en 1964 | Origines de Damascus (USA), mâle bai en 1964 | Origines de Damascus (USA), mâle bai en 1964 | Origines de Damascus (USA), mâle bai en 1964 |
| -------------------------------------------- | -------------------------------------------- | -------------------------------------------- | -------------------------------------------- |
| Père Sword Dancer 1956                       | Sunglow 1947                                 | Sun Again                                    | Sun Teddy                                    |
| Père Sword Dancer 1956                       | Sunglow 1947                                 | Sun Again                                    | Hug Again                                    |
| Père Sword Dancer 1956                       | Sunglow 1947                                 | Rosern                                       | Mad Hatter                                   |
| Père Sword Dancer 1956                       | Sunglow 1947                                 | Rosern                                       | Rosedrop                                     |
| Père Sword Dancer 1956                       | Highland Fling 1950                          | By Jimmy                                     | Pharamond                                    |
| Père Sword Dancer 1956                       | Highland Fling 1950                          | By Jimmy                                     | Buginarug                                    |
| Père Sword Dancer 1956                       | Highland Fling 1950                          | Swing Time                                   | Royal Minstrel                               |
| Père Sword Dancer 1956                       | Highland Fling 1950                          | Swing Time                                   | Speed Boat                                   |
| Mère Kerala 1958                             | My Babu 1945                                 | Djebel                                       | Tourbillon                                   |
| Mère Kerala 1958                             | My Babu 1945                                 | Djebel                                       | Loika                                        |
| Mère Kerala 1958                             | My Babu 1945                                 | Perfume                                      | Badruddin                                    |
| Mère Kerala 1958                             | My Babu 1945                                 | Perfume                                      | Lavendula                                    |
| Mère Kerala 1958                             | Blade of Time 1938                           | Sickle                                       | Phalaris                                     |
| Mère Kerala 1958                             | Blade of Time 1938                           | Sickle                                       | Selene                                       |
| Mère Kerala 1958                             | Blade of Time 1938                           | Bar Nothing                                  | Blue Larkspur                                |
| Mère Kerala 1958                             | Blade of Time 1938                           | Bar Nothing                                  | Beaming Beauty (famille 8-h)                 |